# Pachyanthus moaensis
Pachyanthus moaensis är en tvåhjärtbladig växtart som beskrevs av Attila L. Borhidi. Pachyanthus moaensis ingår i släktet Pachyanthus och familjen Melastomataceae. Inga underarter finns listade i Catalogue of Life.